# 에이비얼강
에이비얼강(포르투갈어: Abiaí River)은 브라질 서부에 위치한 파라이바주에 있는 강이다.

## 같이 보기
- 파라이바주의 강 목록(영어판)